# 口碑调研
口碑调研，或者口碑研究，或者口碑调查， 广义的来说是指研究者通过特定的手段来了解群众（通常是消费者）对特定的现象或者事务的看法，态度和期望的研究方式。但口碑调研更局限于其狭义的理解，它通常是指特定的研究团体(非盈利组织或者营利组织)通过调查的方式来了解消费者对商品的态度，包括品牌，产品及其相关的服务。

## 參看
- 市場調查